# Convenção Nacional Democrata de 1968

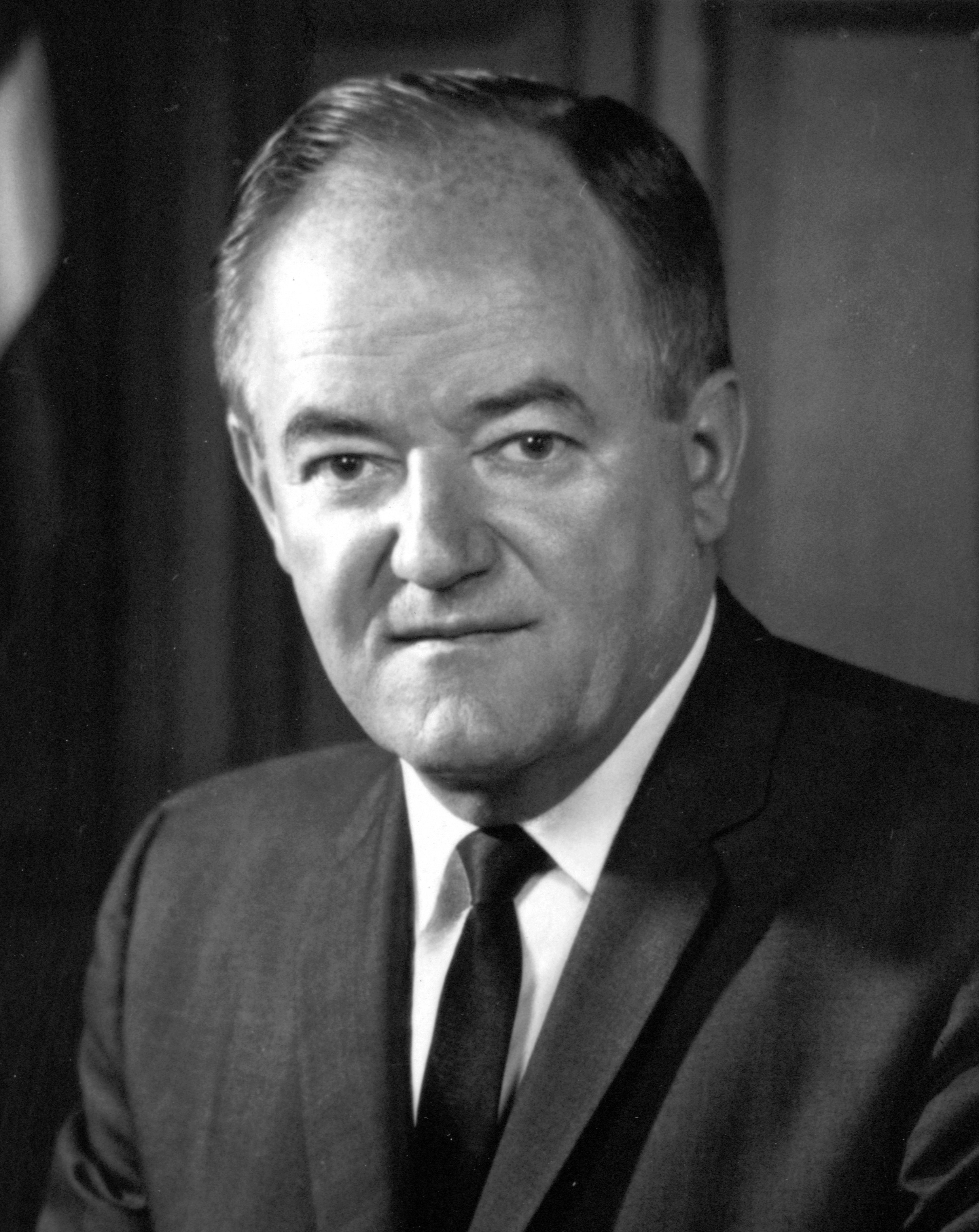
Hubert Huphrey

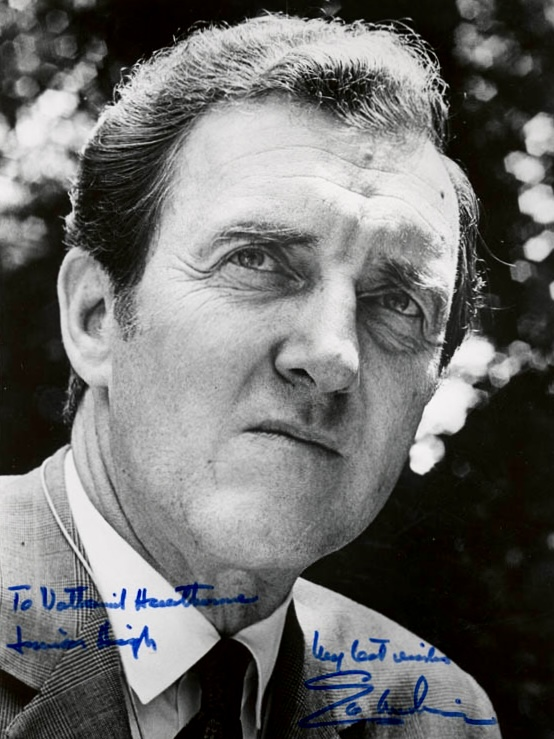
Edmund Muskie

A Convenção Nacional Democrata (Democratic National Convention) de 1968 foi realizada de 26 a 29 de agosto no International Amphitheater em Chicago, Illinois. Como o presidente Lyndon B. Johnson havia anunciado que não buscaria a reeleição, o objetivo da convenção era selecionar um novo candidato à presidência para concorrer pelo Partido Democrata. O orador principal foi o senador Daniel Inouye (D-Havaí). O vice-presidente Hubert H. Humphrey e o senador Edmund S. Muskie, do Maine, foram indicados para presidente e vice-presidente, respectivamente.
A convenção foi realizada durante um ano de violência, turbulência política e agitação civil, particularmente tumultos em mais de 100 cidades  após o assassinato de Martin Luther King Jr. em 4 de abril. A convenção também seguiu o assassinato de Robert F. Kennedy em 5 de junho. Tanto Kennedy quanto o senador Eugene McCarthy, de Minnesota, concorreram à indicação democrata na época.

## Antes da convenção
O Partido Democrata, que controlava a Câmara dos Representantes, o Senado e a Casa Branca, estava dividido em 1968. O senador Eugene McCarthy entrou na campanha em novembro de 1967, desafiando o atual presidente Johnson para a indicação democrata. Robert F. Kennedy entrou na corrida em março de 1968. Johnson, enfrentando dissidência dentro de seu partido, e  mal tendo apenas vencido as primárias de New Hampshire, desistiu da corrida em 31 de março. O vice-presidente Hubert Humphrey ingressou na disputa, mas não competiu em nenhuma das primárias; ele herdou os delegados previamente comprometidos com Johnson e depois reuniu delegados em estados convictos, especialmente em caucuses controlados por líderes locais do Partido Democrata . Depois do assassinato de Kennedy em 5 de junho, as divisões do Partido Democrata cresceram. No momento da morte de Kennedy, a contagem de delegados estava em Humphrey 561,5, Kennedy 393,5 e McCarthy 258. O assassinato de Kennedy deixou seus delegados descompromissados.
O apoio dentro do partido foi dividido entre o senador McCarthy, que dirigiu uma campanha decididamente anti-guerra e era visto como o candidato da paz, o vice-presidente Humphrey, que era visto como o candidato que representa o ponto de vista de Johnson, e o senador George McGovern, que atraiu alguns dos apoiadores de Kennedy.

## A convenção
Antes do início da convenção, em 26 de agosto, vários estados tinham listas de delegados concorrentes tentando se sentar na convenção. Algumas dessas lutas de credenciais de delegados foram ao plenário da convenção em 26 de agosto, onde foram realizados votos para determinar quais grupos de delegados representando o Texas, a Geórgia, o Alabama, o Mississippi e a Carolina do Norte estariam sentados na convenção. A chapa mais racialmente integrada do Texas foi derrotada.

### Indicação
No final, o Partido Democrata indicou Humphrey. Embora 80% dos eleitores primários tivessem sido para candidatos anti-guerra, os delegados haviam derrotado a barreira da paz por 1.567¾ para 1.041¼. A perda foi percebida como resultado do presidente Johnson e do prefeito de Chicago, Richard Daley, influenciando nos bastidores. Humphrey, que não participou de nenhuma das 13 eleições primárias estaduais, ganhou a indicação democrata e perdeu a eleição para o republicano Richard Nixon.

### Cédula final
| Candidato presidencial | Contagem Presidencial | Candidato a vice-presidente | Contagem de vice-presidenciais |
| ---------------------- | --------------------- | --------------------------- | ------------------------------ |
| Hubert Humphrey        | 1759,25               | Edmund S. Muskie            | 1942,5                         |
| Eugene McCarthy        | 601                   | Não está votando            | 604,25                         |
| George S. McGovern     | 146,5                 | Julian Bond                 | 48,5                           |
| Channing E. Phillips   | 67,5                  | David Hoeh                  | 4                              |
| Daniel K. Moore        | 17,5                  | Edward M. Kennedy           | 3,5                            |
| Edward M. Kennedy      | 12,75                 | Eugene McCarthy             | 3,0                            |
| Paul W. "Bear" Bryant  | 1,5                   | Outras                      | 16,25                          |
| James H. Gray Sr.      | 0,5                   |                             |                                |
| George Wallace         | 0,5                   |                             |                                |

Fonte: Keating Holland, "T"All the Votes... Really, "CNN 

### Incidente Dan Rather
Dan Rather, correspondente da CBS News, foi agarrado por seguranças e maltratado enquanto tentava entrevistar um delegado da Geórgia que estava sendo escoltado para fora do prédio. Walter Cronkite, âncora da CBS News, voltou sua atenção para a área onde Rather estava falando no salão de convenções. Em vez disso, foi agarrado por guardas de segurança depois que ele caminhou em direção a um delegado que estava sendo retirado, e perguntou-lhe "qual é o seu nome, senhor?" Rather estava usando um headset de microfone e foi então ouvido na televisão nacional repetidamente dizendo aos guardas: "não me empurre" e "tire suas mãos de mim a menos que você planeje me prender".

Depois que os guardas soltaram Rather, ele disse a Cronkite: 
 "Walter   ... nós tentamos falar com o homem e fomos violentamente empurrados para fora do caminho. Este é o tipo de coisa que tem acontecido do lado de fora do corredor, esta é a primeira vez que isso aconteceu dentro do salão. Nós   . . . Sinto muito estar sem fôlego, mas alguém me agarrou pelo estômago durante isso. O que aconteceu é que um delegado da Geórgia, pelo menos ele tinha um crachá de delegado da Geórgia, estava sendo arrastado para fora do corredor. Tentamos conversar com ele para ver por que, quem ele era, qual era a situação e, naquele instante, o pessoal da segurança, bem como você pode ver, me colocou no convés. Eu não fiz muito bem "  
 Um Cronkite irritado respondeu: "Acho que temos um bando de bandidos aqui, Dan."

## Richard J. Daley e a convenção
O prefeito de Chicago, Richard J. Daley, pretendia mostrar as realizações dele e da cidade aos democratas nacionais e aos meios de comunicação. Em vez disso, o processo tornou-se notório pelo grande número de manifestantes e pelo uso da força pela polícia de Chicago durante o que deveria ser, nas palavras dos organizadores ativistas Yippies, "Um Festival da Vida". Confrontos aconteceram entre o Departamento de Polícia de Chicago e a Guarda Nacional de Illinois contra os manifestantes. Os distúrbios foram bem divulgados pela mídia de massa, com alguns jornalistas e repórteres sendo apanhados pela violência. Os jornalistas de rede Mike Wallace, Dan Rather e Edwin Newman foram agredidos pela polícia de Chicago enquanto estavam dentro dos salões da Convenção Democrata.
A Convenção Democrata de Nomeação Presidencial fora realizada em Chicago 12 anos antes . O prefeito de Chicago, Richard J. Daley, desempenhou um papel fundamental na eleição de John F. Kennedy em 1960. Em 1968, no entanto, não parecia que Daley tivesse mantido a influência que lhe permitiria atrair novamente os eleitores para conseguir uma vitória democrata, como fizera em 1960.
Em 7 de outubro de 1967, Daley e Johnson tiveram uma reunião privada em um evento de levantamento de fundos para a campanha de reeleição do presidente Johnson, com uma taxa de entrada de mil dólares por placa (aproximadamente US $ 7.200 em dólares de 2016). Durante a reunião, Daley explicou ao presidente que houve um comparecimento decepcionante dos democratas nas eleições parlamentares de 1966, e que o presidente poderia perder o Estado com seus 27 votos eleitorais se a convenção não fosse realizada em Illinois. As políticas pró-guerra de Johnson já haviam criado uma grande divisão dentro do partido; ele esperava que a seleção de Chicago para a convenção eliminaria mais conflitos com a oposição.
O chefe do comitê de seleção do o local foi o democrata de Nova Jersey, David Wilentz, que deu a razão oficial para escolher Chicago como: "Ela possui localização geográfica central, o que reduzirá os custos de transporte e porque tem sido local de convenções nacionais para ambos os partidos no passado e está, portanto, adequada a sediá-las ". A conversa entre Johnson e Daley vazou para a imprensa e foi publicada no Chicago Tribune e em vários outros jornais.

## Protestos e resposta policial
Em 1968, o Comitê Nacional de Mobilização para Acabar com a Guerra no Vietnã e o Partido Internacional da Juventude (Yippies) já haviam começado a planejar um festival juvenil em Chicago para coincidir com a Convenção Nacional Democrata. Eles não estavam sozinhos, já que outros grupos como Students for a Democratic Society também marcariam presença. Quando perguntado sobre manifestantes anti-guerra, Daley repetiu aos repórteres que "milhares de pessoas não virão à nossa cidade e tomarão nossas ruas, nossa cidade, nossa convenção". 10.000 manifestantes se reuniram em Chicago para a convenção, onde foram recebidos por 23.000 policiais e guardas nacionais. Daley também achava que uma forma de evitar que os manifestantes viessem a Chicago era recusar-se a conceder permissões que permitissem que as pessoas protestassem legalmente.
Depois da violência na convenção de Chicago, Daley disse que sua principal razão para convocar tantos guardas e policiais foram os relatórios que ele recebeu, indicando a existência de conspirações para assassinar muitos dos líderes, incluindo ele próprio.
Embora vários protestos tivessem ocorrido antes da ocorrência de violências graves, os eventos liderados pelos Yippies também eram sátiricos. Cercado por repórteres em 23 de agosto de 1968, o líder Yippie Jerry Rubin, o cantor folk Phil Ochs e outros ativistas realizaram sua própria convenção de nomeação presidencial com seu candidato Pigasus, um porco de verdade. Quando os Yippies desfilaram Pigasus no Centro Cívico, dez policiais prenderam Ochs, Rubin, Pigasus e seis outros. Isso resultou em muita atenção da mídia para o Pigasus.

### A revolta da polícia de Chicago

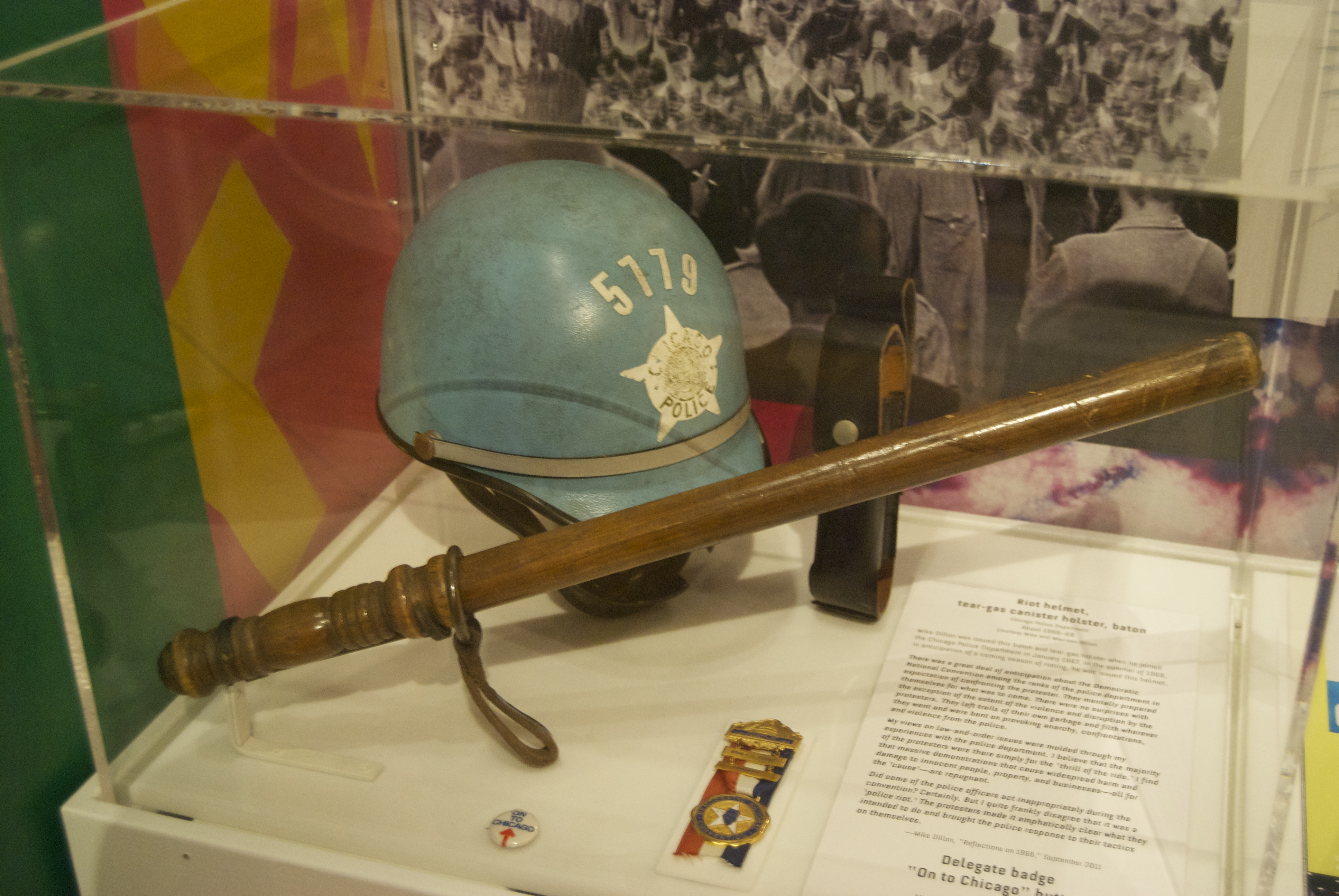
Capacete e cassetete da polícia de Chicago por volta de 1968 (fotografado em 2012)

Em 28 de agosto de 1968, cerca de 10 mil manifestantes se reuniram no Grant Park para a manifestação. Aproximadamente às 3:30 da tarde, um jovem baixou a bandeira americana que estava lá. A polícia rompeu a multidão e começou a espancar o jovem, enquanto a multidão atirava comida, pedras e pedaços de concreto na polícia.
Tom Hayden, um dos líderes do Students for a Democratic Society, incentivou os manifestantes a saírem do parque para garantir que, se a polícia usasse gás lacrimogêneo, teria que ser feito em toda a cidade. A quantidade de gás lacrimogêneo usada para reprimir os manifestantes foi tão grande que chegou ao hotel Conrad Hilton, onde perturbou Hubert Humphrey enquanto tomava banho. A polícia pulverizou manifestantes e espectadores com spray e foi insultada por alguns manifestantes com cânticos de "matar, matar, matar". O ataque policial em frente ao hotel Conrad Hilton na noite de 28 de agosto tornou-se a imagem mais famosa das demonstrações de Chicago em 1968. Todo o evento aconteceu ao vivo sob as câmeras de televisão durante 17 minutos com a multidão cantando: " O mundo inteiro está assistindo ".
Em um telefonema ao presidente Johnson no sábado, 7 de setembro de 1968, o prefeito de Chicago Richard Daley descreveu algumas das atividades realizadas pelos elementos dos manifestantes, que ele descreveu como "Encrenqueiros profissionais", essas atividades incluíram  queimar da bandeira americana, hastear a bandeira do Vietcong e jogar esterco e urina na polícia.

Em seu relatório Rights in Conflict (mais conhecido como o Relatório Walker ), a Equipe de Estudo de Chicago que investigou os confrontos violentos entre a polícia e os manifestantes na convenção afirmou que a resposta da polícia foi caracterizada por: 
 violência policial desenfreada e indiscriminada em muitas ocasiões, particularmente à noite. Essa violência tornou-se ainda mais chocante pelo fato de muitas vezes ter sido infligida a pessoas que não infringiram nenhuma lei, não desobedeceram a nenhuma ordem, não fizeram ameaças. Entre eles, manifestantes pacíficos, espectadores e um grande número de residentes que simplesmente passavam ou moravam nas áreas onde os confrontos estavam ocorrendo. 
 O Relatório Walker, "liderado por um observador independente da polícia de Los Angeles - concluiu que:" Policiais individuais, e muitos deles, cometeram atos violentos muito além da força necessária para dispersão ou prisão de multidões. Ler desapaixonadamente as centenas de declarações descrevendo em primeira mão os eventos das noites de domingo e segunda-feira é convencer-se da presença daquilo que só pode ser chamado de motim policial. ” 
O senador Abraham Ribicoff, de Connecticut, usou seu discurso de nomeação para George McGovern relatar a violência que ocorria fora do salão de convenções e disse que "com George McGovern como presidente dos Estados Unidos, não teríamos táticas da Gestapo nas ruas de Chicago! "  O prefeito Daley respondeu à sua observação com algo ininteligível através do som da televisão, embora os leitores de lábios em toda a América alegassem tê-lo observado gritando: "Fuck you, you Jew son of a bitch (Foda-se, seu judeu filho da puta)". Defensores do prefeito mais tarde alegariam que ele estava chamando Ribicoff de faker (falsificador), acusação negada por Daley e refutada pela reportagem de Mike Royko . Ribicoff respondeu: "Como é difícil aceitar a verdade!" Naquela noite, a NBC News havia alternado entre imagens da violência e as festividades sobre a vitória de Humphrey no salão de convenções, destacando a divisão no Partido Democrata.
Segundo The Guardian, "após quatro dias e noites de violência, 668 pessoas foram presas, 425 manifestantes foram tratados em instalações médicas temporárias, 200 foram tratados no local, 400 receberam primeiros socorros pela exposição ao gás lacrimogêneo e 110 foram para o hospital. Um total de 192 policiais ficaram feridos. " 
Depois dos protestos em Chicago, alguns manifestantes acreditavam que a maioria dos americanos iria ficar do lado deles sobre o que acontecera em Chicago, especialmente por causa do comportamento policial. A controvérsia sobre a guerra no Vietnã ofuscou sua causa. Daley compartilhou que ele recebeu 135.000 cartas apoiando suas ações e apenas 5.000 condenando-as. Pesquisas de opinião pública demonstraram que a maioria dos americanos apoiava as táticas do prefeito. Muitas vezes foi comentado através da mídia popular que naquela noite, os Estados Unidos decidiram votar em Richard Nixon.

### Os Oito de Chicago
Após Chicago, o Departamento de Justiça determinou acusações de conspiração e incitação à revolta em conexão com a violência em Chicago. Isso criou o Chicago Eight, composto pelos manifestantes Abbie Hoffman, Tom Hayden, David Dellinger, Rennie Davis, John Froines, Jerry Rubin, Lee Weiner e Bobby Seale . Manifestações eram realizadas diariamente durante o julgamento, organizadas pelo Comitê Nacional de Mobilização para Acabar com a Guerra no Vietnã, os Young Lords liderados por Jose Cha Cha Jimenez e o Partido Pantera Negra local , liderado pelo Presidente Fred Hampton. Em fevereiro de 1970, cinco dos sete acusados remanescentes da Chicago Conspiracy (as acusações de Seale haviam sido separadas dos demais) foram condenados sob a acusação de incitar um tumulto ao cruzarem as fronteiras estatais, mas nenhum foi considerado culpado de conspiração.
O juiz Julius Hoffman sentenciou os réus e seus advogados a penas de prisão de dois meses e meio a quatro anos por desacato ao tribunal. Em 1972, as condenações foram revertidas no recurso, e o governo se recusou a levar o caso a julgamento novamente.

## Comissão McGovern-Fraser
Em resposta à desunião partidária e ao fracasso eleitoral decorrentes da convenção, o partido estabeleceu a 'Comissão de Estrutura Partidária e Seleção de Delegados' (informalmente conhecida como 'Comissão McGovern-Fraser'), para examinar as regras atuais sobre as maneiras pelas quais os candidatos foram indicados e fazer recomendações para ampliar a participação e possibilitar uma melhor representação para minorias e outras pessoas sub-representadas. A Comissão estabeleceu procedimentos mais abertos e diretrizes de ação afirmativa para selecionar os delegados. Além disso, a comissão exigiu que todos os procedimentos de seleção de delegados fossem abertos; os líderes partidários não podiam mais escolher os delegados da convenção em segredo. Um resultado imprevisto dessas regras foi uma grande mudança em direção às primárias presidenciais estaduais. Antes das reformas, os democratas em dois terços dos estados usavam convenções estaduais para escolher os delegados da convenção. Na era pós-reforma, mais de três quartos dos estados usam eleições primárias para escolher delegados, e mais de 80% dos delegados da convenção são selecionados nessas primárias.